# وینترتون آن سی
وینترتون آن سی (به انگلیسی: Winterton-on-Sea) یک روستا و محله مدنی در بریتانیا است که در Great Yarmouth واقع شده‌است. وینترتون آن سی ۵٫۷۰ کیلومتر مربع مساحت و ۱٬۲۷۸ نفر جمعیت دارد.